# Istituto Italiano di Criminologia
L'Istituto Criminologia.it è una Scuola Superiore di Mediazione Linguistica italiana con sede a Vibo Valentia.

## Storia
L'ente è stato istituito con decreto n. 1930/2017 del ministero dell'università e della ricerca. (MUR) 
L'Istituto Criminologia.it SSML è abilitato giuridicamente a istituire e ad attivare Corsi di Studi Superiori di durata triennale e a rilasciare i relativi diplomi equipollenti a tutti gli effetti di legge ai diplomi di laurea rilasciati dalle università al termine dei corsi afferenti alla classe n. 3 delle lauree universitarie Scienze della Mediazione Linguistica di cui all’allegato 3 al decreto ministeriale 4 agosto 2000, pubblicato nel supplemento ordinario alla Gazzetta ufficiale nº 245 del 19/10/2000
Ha sede presso palazzo Gagliardi, in piazza Garibaldi, nel centro storico di Vibo Valentia.

## Struttura
Presso l'istituto è possibile conseguire il diploma triennale equipollente laurea in Scienze della Mediazione Linguistica con l'indirizzo Criminologia e Intelligence.
Si svolgono inoltre i Corsi di Formazione professionale, promossi da CSI:Forensic con i docenti dell'Istituto Criminologia.it, in partenariato:
- Corso avanzato sulla falsificazione criminale della scrittura con il mezzo meccanico;

- Corso base professionale in Write Crime (Crimini della Scrittura)[4] come partner di CSI:Forensic (www.csiforensic.it)[5].
- CSI:Forensic è Associazione Nazionale dei Criminologi e dei Periti e Consulenti in Crimini della scrittura, iscritta nell'Elenco Ministero dello Sviluppo Economico delle associazioni professionali che rispettano i requisiti fissati dalla Legge 14.1.2013 nº 4)